# Kvinnherad

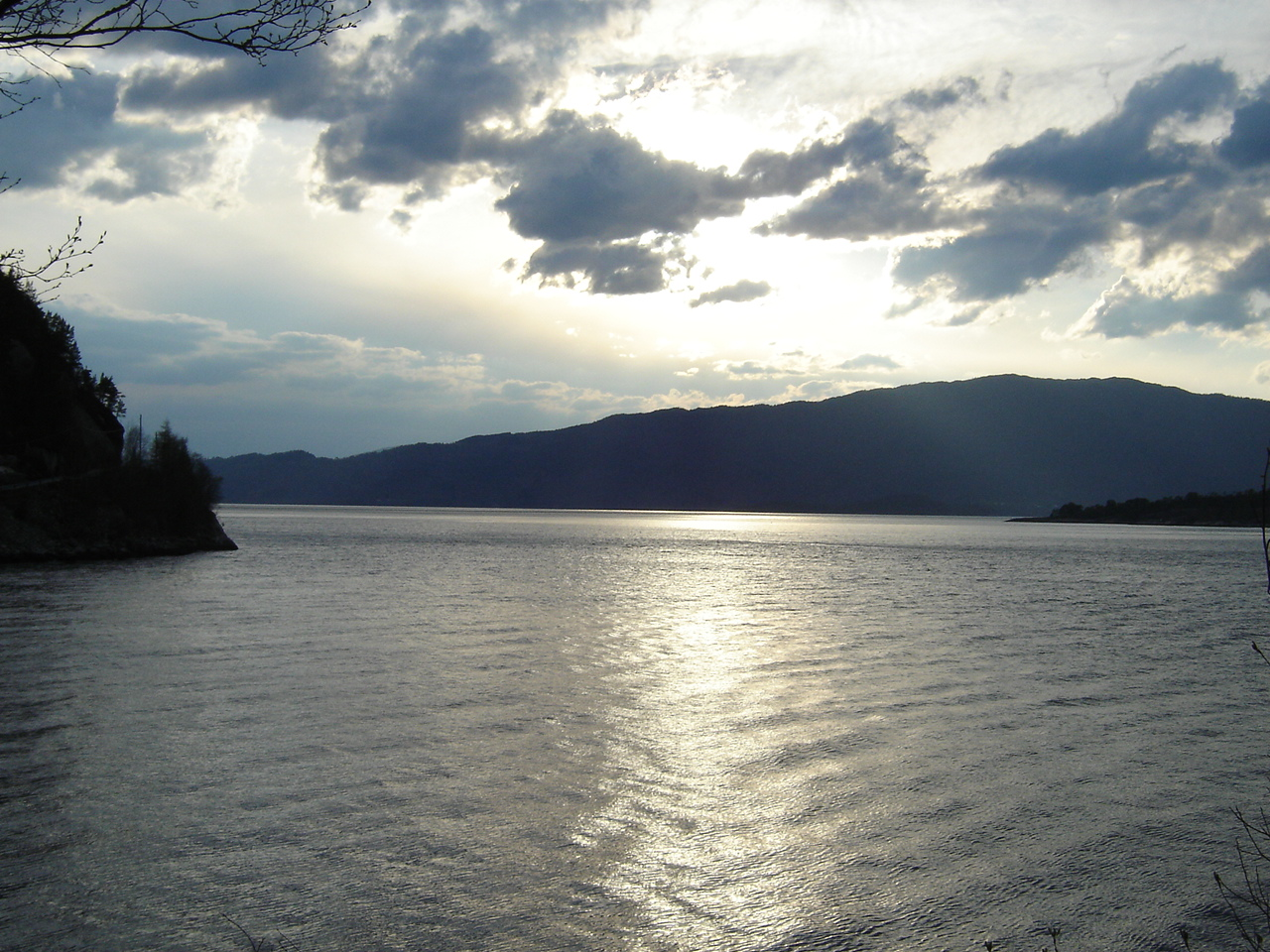
Widok na Hardangerfjorden, Kvinnherad

Gmina Kvinnherad (norw. Kvinnherad kommune) – norweska gmina leżąca w regionie Hordaland. Kvinnherad jest ograniczony na zachodzie poprzez Hardangerfjord i Husnesfjord, gdzie graniczy z gminami Kvam, Fusa i Tysnes. Na północy graniczy z Jondal, na południu z Ølen, a na wschodzie z Odda. Na terenie gminy znajduje się Park Narodowy Folgefonna z lodowcem o tej samej nazwie.
Siedzibą gminy jest miasto Rosendal.
Kvinnherad jest 89. norweską gminą pod względem powierzchni.

## Demografia
Według danych z roku 2005 gminę zamieszkuje 13 122 osób. Gęstość zaludnienia wynosi 11,56 os./km². Pod względem zaludnienia Kvinnherad zajmuje 81. miejsce wśród norweskich gmin.
| ludność stan na 1 stycznia 2005 |         |           |        |
|                                 | kobiety | mężczyźni | razem  |
| osób                            | 6574    | 6548      | 13 122 |
| %                               | 50,1%   | 49,9%     | 100%   |

| wykształcenie stan na 1 października 2004 |        |         |        |        |
|                                           | podst. | średnie | wyższe | niezn. |
| osób                                      | 2079   | 6419    | 1626   | 157    |
| %                                         | 20,22% | 62,44%  | 15,82% | 1,53%  |

## Edukacja
Według danych z 1 października 2004:
- liczba szkół podstawowych (norw. grunnskolar): 20
- liczba uczniów szkół podst.: 1871

## Władze gminy
Według danych na rok 2011 administratorem gminy (norw. rådmann) jest Trond Sætereng, natomiast burmistrzem (norw. ordfører, d. borgermester) jest Synnøve Solbakken.

## Gospodarka
Przemysł korzysta głównie z bogatych zasobów wodnych. Do najważniejszych gałęzi przemysłu należą:
- produkcja energii (liczne elektrownie szczytowo – pompowe)
- produkcja aluminium (zakład Søral w Husnes)
- hodowla łososi
- budowa statków